# Chasco-de-barrete-branco
O chasco-de-barrete-branco (Oenanthe leucopyga) é uma ave da família Muscicapidae. O macho é preto com um característico barrete branco e uma mancha branca na cauda. A fêmea é semelhante, faltando-lhe apenas o barrete branco.
Esta espécie é característica de zonas desérticas e distribui-se pelas zonas mais áridas de África e do Médio Oriente. Ocorre numa vasta área que se estende desde o Sara Ocidental até à Península Arábica. A sua ocorrência na Península Ibérica é excepcional.

## Subespécies
São actualmente reconhecidas 2 subespécies:
- O. l. leucopyga - zona desértica do Norte de África a oeste do vale do Nilo
- O. l. ernesti - Egipto a leste do Nilo, península do Sinai e Arábia Saudita

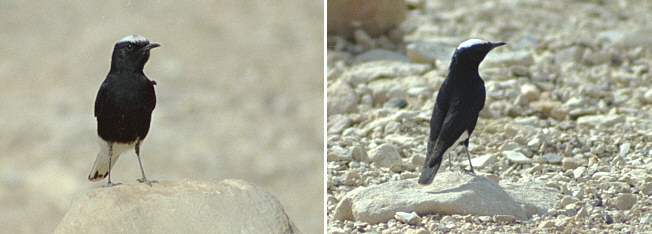